# Cao Zhongrong
Cao Zhongrong (n. 3 noiembrie 1981, Shanghai, Republica Populară Chineză) este un sportiv ce a reprezentat Republica Populară Chineză, medaliat olimpic. A participat la 2 ediții ale Jocurilor Olimpice (2008, 2012) în care a câștigat o medalie de argint.